# Georg Wilhelm von Hopffgarten
Georg(e) Wilhelm von Hopffgarten, seit 1790 Graf von Hopffgarten, vereinfacht auch von Hopfgarten, (* 17. Februar 1740 in Dresden; † 8. März 1813 in Freiberg) war ein kursächsischer Kanzler und Kabinettsminister.

## Leben
Er stammte aus dem thüringischen Adelsgeschlecht von Hopffgarten und war ein Sohn des Geheimen Rates Friedrich Abraham von Hopffgarten und der Freiin Ernestine Luise von Knigge, vw. Freifrau von Knigge (* 25. April 1705; † 31. Mai 1768). Wie sein Vater stellte er sich in den Dienst der Wettiner und stieg am Hof in Dresden bis zum Kanzler und zum Kabinettsminister auf. An der Seite des Königs Friedrich August von Sachsen erlebte er die Höhen und Tiefen der sächsischen Geschichte vor der Völkerschlacht bei Leipzig. Daneben war er Kapitular des Meißener Stifts und Besitzer mehrerer Rittergüter, u. a. in Mülverstedt.
Im Reichsvikariat erreichte Georg Wilhelm von Hopffgarten seine Erhebung in den Grafenstand unter Überspringung des Freiherrenstandes, Reichsgraf am 31. Juli 1790.

## Familie
Georg Wilhelm von Hopffgarten war mit Christiane Friederike Marschall von Bieberstein (1751–1783) verheiratet. Aus dieser Ehe gingen mehrere Kinder hervor, fünf Töchter, Wilhelmine, Caroline, Charlotte, Luise und Caroline II, und zwei Söhne. Der Sohn Karl Ludwig wurde am 5. Mai 1780 geboren. Am 24. Juli 1793 heiratete die Tochter Friederike Wilhelmine Gräfin von Hopffgarten (* 24. Dezember 1767; † 10. Januar 1837) Heinrich Vitzthum von Eckstädt. Der Sohn Heinrich Moritz (* 13. September 1781; † 30. Mai 1865 in Erfurt) starb als Gutsherr auf Großengottern II u. III sowie auf Mülverstedt I und als preußischer Kammerherr, ist der Vorfahre aller lebenden gräflichen Hopffgartens, verheiratet mit Julianne Schlosser aus Lebus. Letzte männliche Vertreter hier waren Graf Klemens von Hopffgarten († 1938) auf Mühlenstedt I mit Vorwerk Ihlefeld und u. a. Oberstleutnant Graf Erich von Hopffgarten († 1944). Im Jahre 1961 lebten noch Urenkelinnen des Georg Wilhelm von Hopffgarten, u. a. Elsa-Wanda von Hopffgarten, verheiratet mit Otto Graf Baudissin, und Margarete von Hopffgarten, verheiratet mit Erich Freiherr von Gagern. Die Urenkeltochter Eugenie (* 1856) war liiert mit dem späteren Generalleutnant z. D. Eugen von Vahlkampf.